# Dickinson (cratère)
Pour les articles homonymes, voir Dickinson.
Dickinson est un cratère de 69 km de diamètre situé dans le nord-est de la région Atalanta Planitia de la planète Vénus. 

## Présentation
Ce cratère a été nommé par l'Union astronomique internationale en 1985 en l'honneur d'Emily Dickinson.
Il se situe dans le quadrangle d'Atalanta Planitia (quadrangle V-4).